# Stadthalle (Mainz)

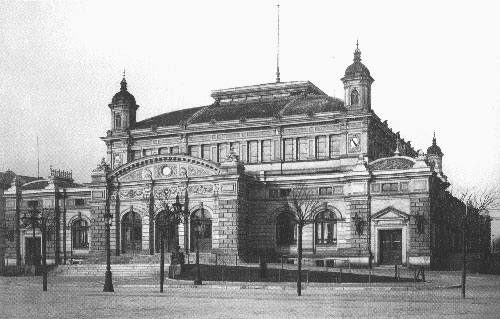
Stadthalle Mainz (Aufnahme 1899)

Die Stadthalle in Mainz wurde von 1882 bis 1884 nach Plänen des Mainzer Stadtbaumeisters Eduard Kreyßig am Rheinufer errichtet. Mit einem Fassungsvermögen von maximal 5000 Personen im „Großen Saal“ wies sie zum Zeitpunkt ihrer Erbauung den größten Festsaal in Deutschland auf. Die Stadthalle in Mainz war bis zu ihrer weitestgehenden Zerstörung im Zweiten Weltkrieg Veranstaltungsort für Fastnachtskampagnen, kulturelle, sportliche und politische Großveranstaltungen. An gleicher Stelle und mit gleicher Funktion befindet sich seit 1965 die Rheingoldhalle.

## Geschichte
1876 wurde die Fruchthalle in der Dominikanerstraße, in der bis dahin größere Ausstellungen und Festlichkeiten der Stadt Mainz stattfanden, durch einen Brand völlig zerstört. Die Fruchthalle, die mitten in einem dichtbesiedelten Bereich der Mainzer Altstadt stand, fasste 2500 Personen und wurde im Jahr 1839 erbaut. Ihr Wiederaufbau kam aus baulichen Gründen nicht in Frage.
Der Stadtbaumeister Eduard Kreyßig schlug deshalb vor, eine neue Stadthalle am neu aufgeschütteten Uferbereich in der Nähe der heutigen Auffahrt zur Theodor-Heuss-Brücke zu errichten. In den folgenden Jahren 1877 bis 1880 fertigte er dazu sechs Planvarianten an, die von Stadtrat und Bürgerschaft kontrovers diskutiert wurden. Am 6. Oktober 1880 fasste der Stadtrat aus verkehrstechnischen Gründen allerdings den Beschluss, den Bauplatz weiter stromaufwärts zwischen das „Rothe Thor“ und das „Eiserne Thor“ und damit in unmittelbare Nähe zum Eisenturm zu verlegen.
Die veränderte Planungsgrundlage und weitere Probleme trieben die Baukosten von den ursprünglich veranschlagten 386.000 Mark auf insgesamt fast 720.000 Mark hoch. Trotzdem wurde die Einweihung der 1882 bis 1884 erbauten Stadthalle am 5. Januar 1884 unter Vorsitz des Mainzer Oberbürgermeisters Alexis Dumont in glanzvollem Rahmen mit einem Bankett mit 1200 Vertretern der Mainzer Bevölkerung gefeiert.
Erstmals wurde die Stadthalle während der Fastnachtskampagne 1884 durch den Mainzer Carneval-Verein genutzt, der für Saal- und Foyermiete 7000 Mark zu zahlen hatte. Weitere sportliche, gesellschaftliche und politische Großereignisse folgten. Neben der regelmäßigen Nutzung des Gebäudes für Fastnachtsveranstaltungen wurde die große Festhalle auch für gewerbliche Ausstellungen genutzt wie beispielsweise für die Funkausstellung Mainz vom 4. bis 12. April 1926. Aufsehen erregte ein vom 19. bis 26. November 1911 stattfindendes achttägiges Bahnradfahren. Hierfür wurde in der großen Festhalle eine Holzbahn mit 125 m Länge, 2,5 m Breite und einer Kurvenerhöhung von 3 m mit einem Winkel von 50° verlegt. Den Startschuss für die Veranstaltung gab der damalige Meisterfahrer Heinrich von Opel. Sieger wurde das Team Jean Rosellen/Hans Ludwig mit 2484 gefahrenen Kilometern, den dritten Platz errangen der Mainzer Georg Barth und Karl Wilde.
Bernhard Adelung rief am 10. November 1918 in der Stadthalle die Republik in Mainz aus. Kurz danach beschlagnahmte die französische Besatzungsmacht sie und nutzte sie von 1918 bis 1927 für eigene Zwecke. Kurze Zeit nach der Freigabe der Halle hielt Thomas Mann dort eine gutbesuchte Lesung. Auch die erste Wahlveranstaltung der NSDAP in Mainz fand am 24. August 1930 in der Stadthalle statt. Vor angeblich 3000 Besuchern sprach der damals bekannte Parteistratege Gottfried Feder.
Gegen Ende des Zweiten Weltkriegs wurde die Stadthalle 1945 bei Luftangriffen durch Bomben größtenteils zerstört. Die noch stehenden Gebäudeteile wurden eine Zeitlang provisorisch benutzt, später aber ganz abgerissen. Als Nachfolgebau plante man in den 1960er-Jahren die an gleicher Stelle errichtete Rheingoldhalle, die 1968 eingeweiht wurde.

## Architektur und Ausstattung
Der zentrale rechteckige Festsaal maß 27,6 mal 52,8 Meter und war rundherum von einer niedrigen Galerie umgeben. Überspannt wurde der Raum von einem Walmdach mit Oberlicht. Träger des Daches waren frei stehende eiserne, mehrfach eingeschnürte Rundstützen mit Kompositkapitell und Sockel, die wiederum eiserne Gitterbinder in Quer- und Längsrichtung trugen. Im unteren Saalbereich befand sich zudem eine eingehängte Galerie, mit der das Oberlicht versorgt wurde. Zwölf große gasbetriebene Kronleuchter sorgten im Saal für ausreichende Beleuchtung. Vier Treppenhäuser führten die Besucher vom Eingangsbereich zu den Emporen an den Längs- und der Rückseiten. An jeder Längsseite befand sich ein fünfeinhalb Meter breites Foyer mit je sieben, jeweils viereinhalb Meter breiten Flügeltüren in den Hauptsaal. Die beiden Foyers konnten bei Bedarf in den Hauptsaal integriert werden.
Der Haupteingang zur Stadthalle lag an der Rheinseite. Vom dortigen Foyer öffneten sich zwölf Flügeltüren zu einer 9 mal 46 Meter breiten Rheinterrasse. Diese wurde, wie einige Teile der inneren Raumausstattung und der Fassade, erst 1888 fertiggestellt.
Für die Beheizung des Gebäudes sorgte eine Heizungsanlage im Keller. Sie hatte vier von Kreyßig als dekorative Türmchen gestaltete Schornsteine an den Gebäudeecken.
Mit einem Fassungsvermögen von bis zu 5000 Personen galt der große Saal seinerzeit als größter Festsaal in Deutschland. Unter diesem 27,6 mal 52,8 Meter großen Raum befand sich ein Weinkeller, dessen Decke von gusseisernen Stützen getragen wurde.

## Bilder

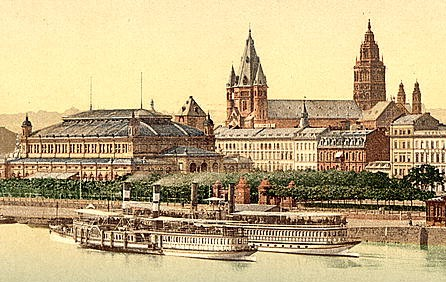
Bildausschnitt aus einem Postkartenmotiv, Stadthalle links im Bild, rechts der Dom
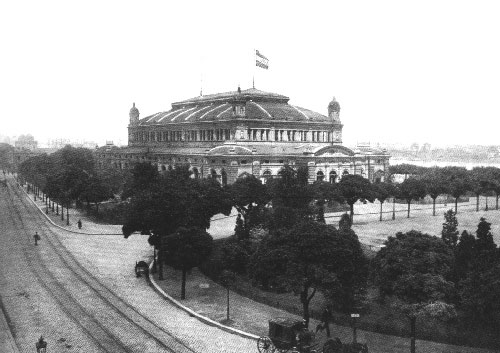
Stadthalle um 1900
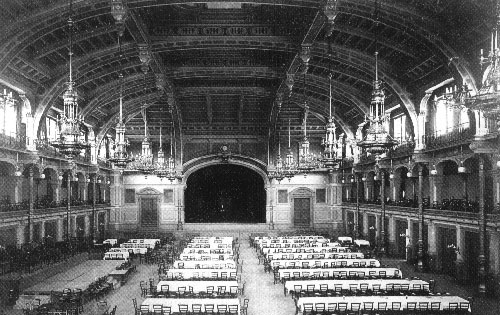
Großer Saal der Stadthalle